# 後藤祝秀
後藤 祝秀（ごとう のりひで、1960年2月6日 - ）は、香川県出身の元プロ野球選手（投手）、俳優、映画「FARM」では、企画・脚本もしている。芸名はマック後藤。

## 来歴・人物
丸亀商業高では、坂本恭信（駒大－電電関東）の控え投手として1977年春の選抜に出場。準々決勝に進むが岡山南高に惜敗。この試合で坂本をリリーフし甲子園初登板を果たす。同年の春季四国大会にも坂本と投の二本柱を組み決勝に進出。中村高の山沖之彦と投げ合うが逆転負けを喫する。同年夏は県予選で敗退。
高校卒業後は中央大学へ進むも中退、社会人野球の本田技研を経て、1980年のプロ野球ドラフト会議で中日ドラゴンズから2位指名され入団。入団時から球界一の長身投手として注目された。
1982年に一軍に上がり、4月25日には横浜大洋ホエールズを相手に初先発を果たす。同年は5月までに5試合に先発したが、結果を残せず失速。1985年には中継ぎに回り19試合に登板するが、未勝利のまま1986年限りで現役引退。長身から投げ下ろす角度のある速球とスライダー、フォークボールが武器だったが制球力に難があった。
1987年には打撃投手に転向したが、同年オフに俳優に転身した。
1992年に米国映画「ミスター・ベースボール」に古巣・中日の投手役で出演している。
その後は岐阜県で野球教室を運営。

## 詳細情報

### 年度別投手成績
| 年 度     | 球 団     | 登 板 | 先 発 | 完 投 | 完 封 | 無 四 球 | 勝 利 | 敗 戦 | セ 丨 ブ | ホ 丨 ル ド | 勝 率 | 打 者 | 投 球 回 | 被 安 打 | 被 本 塁 打 | 与 四 球 | 敬 遠 | 与 死 球 | 奪 三 振 | 暴 投 | ボ 丨 ク | 失 点 | 自 責 点 | 防 御 率 | W H I P |
| --------- | --------- | ----- | ----- | ----- | ----- | -------- | ----- | ----- | -------- | ----------- | ----- | ----- | -------- | -------- | ----------- | -------- | ----- | -------- | -------- | ----- | -------- | ----- | -------- | -------- | ------- |
| 1982      | 中日      | 10    | 5     | 0     | 0     | 0        | 0     | 2     | 0        | --          | .000  | 134   | 30.2     | 30       | 5           | 14       | 1     | 1        | 16       | 0     | 0        | 14    | 9        | 2.61     | 1.43    |
| 1983      | 中日      | 3     | 0     | 0     | 0     | 0        | 0     | 1     | 0        | --          | .000  | 8     | 2.2      | 1        | 1           | 0        | 0     | 0        | 3        | 0     | 0        | 1     | 1        | 3.38     | 0.38    |
| 1985      | 中日      | 19    | 0     | 0     | 0     | 0        | 0     | 0     | 0        | --          | ----  | 92    | 21.2     | 23       | 2           | 9        | 0     | 1        | 4        | 2     | 0        | 14    | 10       | 4.15     | 1.48    |
| 通算：3年 | 通算：3年 | 32    | 5     | 0     | 0     | 0        | 0     | 3     | 0        | --          | .000  | 234   | 55.0     | 54       | 8           | 23       | 1     | 2        | 23       | 2     | 0        | 29    | 20       | 3.27     | 1.40    |

### 記録
- 初登板：1982年4月10日、対読売ジャイアンツ1回戦（ナゴヤ球場）9回表から3番手で救援登板・完了、1回無失点
- 初先発：1982年4月25日、対横浜大洋ホエールズ2回戦（横浜スタジアム）6回2/3を7安打2失点

### 背番号
- 35 （1981年 - 1986年）
- 83 （1987年）

## 俳優としての主な出演作品
- ミスター・ベースボール （1992年） - 糸井
- レディ・ローズ 情事の方程式 （1998年）
- ゼロ・ウーマン 最後の指令 （1999年）
- 仮面ライダー剣 （2004年、テレビ朝日）第1話

その他「遥かなる甲子園」「CATS EYE」などに出演